# Cabo de polícia
Em Portugal, um cabo de polícia era um cidadão designado para auxiliar um regedor de freguesia na sua função de agente local de autoridade policial. Os cabos de polícia eram escolhidos de entre os cidadãos da respetiva freguesia, estando inicialmente prevista a designação de um por cada oito fogos familiares. Não eram regularmente remunerados pelo exercício das suas funções, só recebendo percentagens de algumas multas cobradas.
Durante o período da Monarquia Constitucional, os cabos de polícia constituiram praticamente a única força policial na maioria do território português, uma vez que, inicialmente, só Lisboa e Porto dispunham de corpos policiais profissionais (as guardas municipais). Apesar de várias vezes planeada, a criação de forças policiais profissionais que cobrissem todo o território obteve sempre resistências políticas, uma vez era vista por alguns setores da sociedade, como uma ameaça às liberdades e garantias dos cidadãos. Por outro lado, dadas as suas caraterísticas de polícia cidadã, os cabos de polícia eram vistos como tendo bastantes limitações em termos de eficiência policial, obrigando as autoridades civis a recorrerem a destacamentos do Exército sempre que ocorriam situações de maior gravidade em que era necessário o uso da força pública.
A partir de 1867, com a criação dos corpos de Polícia Civil nas capitais de distrito, os cabos de polícia perderam substancialmente a importância no policiamento dos grandes centros urbanos. Continuaram contudo a ser a principal força policial presente nas regiões rurais.
Na sequência da implantação da república em 1910, o novo regime criou a Guarda Nacional Republicana (GNR) com o objetivo de assegurar o policiamento de todo o território nacional. Com a implantação progressiva da GNR nas áreas rurais, os cabos de polícia perderam definitivamente a sua importância, apesar de terem continuado a existir formalmente até 1974.